# Farul vechi Carol I
Farul vechi Carol I este un monument istoric aflat pe teritoriul municipiului Constanța.